# Vierdaagse Zeeslag
De Vierdaagse Zeeslag was een zeeslag tijdens de Tweede Engels-Nederlandse Oorlog. Het gevecht duurde van 11 juni tot 14 juni 1666, en werd uitgevochten tussen de Vlaamse en Engelse kust. De slag is een van de langste zeeslagen in de geschiedenis. Samen met de door de Nederlanders gewonnen Slag in de Baai van Bergen in 1665 en de latere succesvolle Tocht naar Chatham in 1667 zorgde de overwinning tijdens de Vierdaagse Zeeslag voor de uiteindelijke Nederlandse overwinning in de Tweede Engels-Nederlandse Oorlog. En deze overwinning betekende ook dat Engeland na deze Tweede Engels-Nederlandse Oorlog gedurende de 17e eeuw nooit meer alleen een zeeoorlog tegen de succesvolle en ervaren Nederlanders durfde te starten.
De Engelse vloot bestond uit 56 schepen onder het bevel van generaal George Monck, de hertog van Albemarle, veel minder schepen dan de 85 van de Nederlandse vloot. De vloot van de Republiek stond onder het bevel van admiraal Michiel de Ruyter. De lange duur van het gevecht werd veroorzaakt doordat de Engelse vloot door een nieuw flottielje versterkt werd. De slag werd beëindigd door de Nederlanders omdat de Engelsen erin slaagden over hun zandbanken weg te vluchten.
De Nederlandse vloot kon zware schade toebrengen aan de Engelse schepen. De Engelsen verloren tien schepen, zo'n 4250 man en twee admiraals: William Berkeley en de ex-piraat Christopher Myngs. De Nederlanders verloren vier schepen (maar ze maakten er zes buit), waaronder de zware Liefde en Hof van Zeeland en twee admiraals: Cornelis Evertsen en Abraham van der Hulst.

## Achtergronden

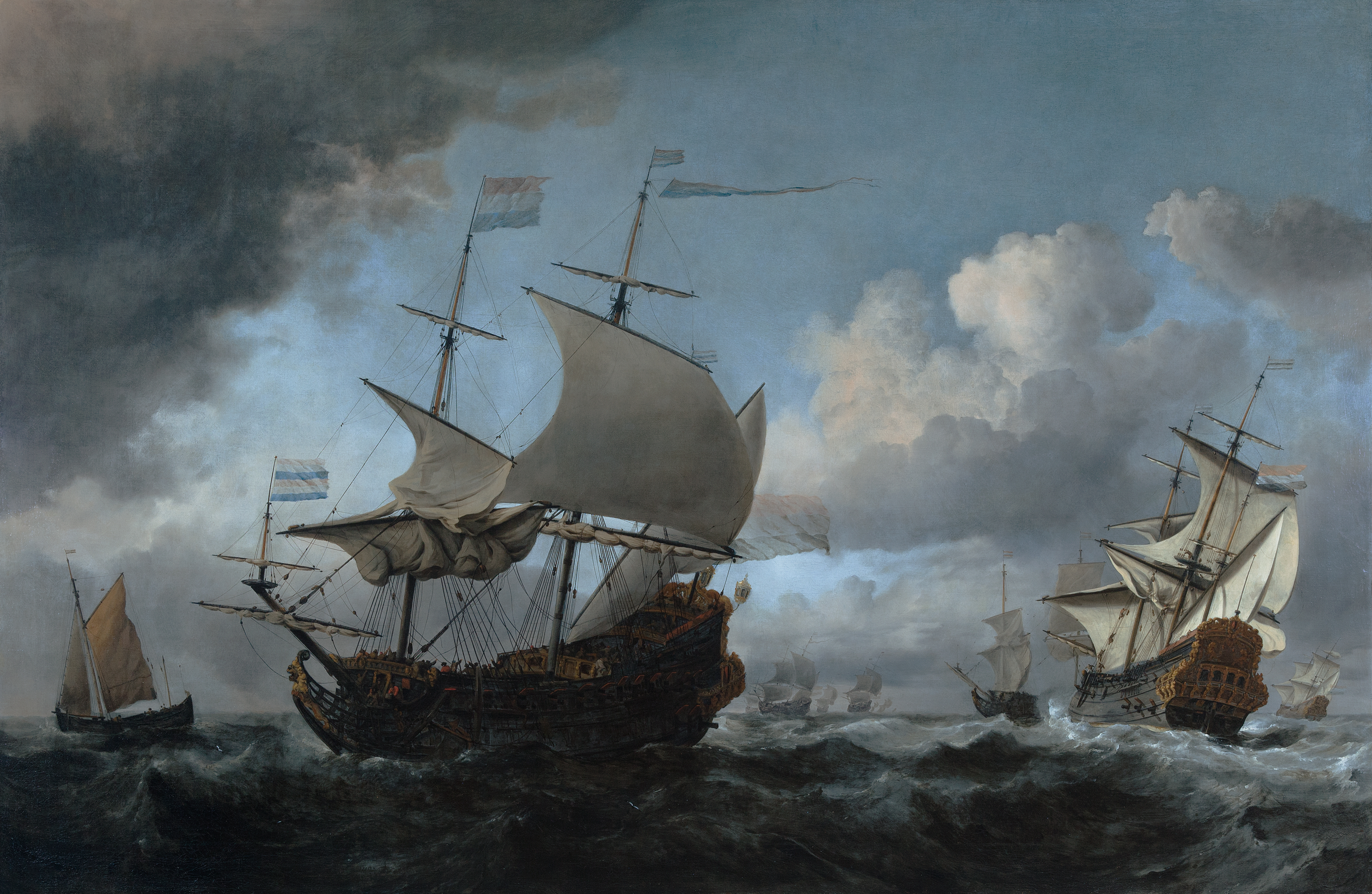
Willem van de Velde de Jonge, Het verzamelen van de Nederlandse vloot voor de Vierdaagse Zeeslag, 1666

Na hun overwinning in de Slag bij Lowestoft in 1665 hadden de Engelsen een jaar lang de zee beheerst, hoewel het hun niet gelukt was de Nederlandse kust effectief te blokkeren. Nu werden ze echter uitgedaagd door een fors uitgebreide Nederlandse vloot, waarvan ze wisten dat die versterkt werd met 16 zware linieschepen. De Republiek had grote ruchtbaarheid gegeven aan de bouw daarvan om het moreel te versterken en de spion Jan Boekel hield de Engelsen precies op de hoogte van de vorderingen. Men wilde die vloot zo snel mogelijk aanvallen voordat hij volledig ingewerkt was. Toen kwam in mei van spionnen in Nederland het bericht dat de Franse vloot zich bij de Nederlandse wilde voegen. Voordat de samenvoeging een feit was, moest de slag ten einde zijn. Tegelijkertijd wilde men verhinderen dat de Fransen de Noordzee opvoeren, men meende dat een Frans eskader uit Toulon al de Golf van Biskaje ingevaren was. De Engelsen maakten de fout die twee doelen ook echt gelijktijdig uit te voeren: een eskader, het "groene", van twintig schepen onder bevel van Prins Rupert was naar het Nauw van Calais gezonden. Moncks hoofdmacht bestond uit drie eskaders: het rode (zijn eigen), het witte onder George Ayscue en het blauwe onder Thomas Allin. De Nederlandse vloot bestond ook uit drie eskaders: de voorhoede onder luitenant-admiraals Cornelis Evertsen en Tjerk Hiddes de Vries met 24 linieschepen en vier fregatten, het centrum onder De Ruyter zelf met 23 linieschepen en vijf fregatten en de achterhoede onder luitenant-admiraals Cornelis Tromp op de Hollandia en Jan Meppel met 25 linieschepen en vier fregatten: samen 72 linieschepen en 13 fregatten. Daarnaast waren er twintig branders en tien adviesjachten. De totale sterkte was 22.325 man, daaronder 1631 mariniers en 2720 soldaten.

## Eerste Dag

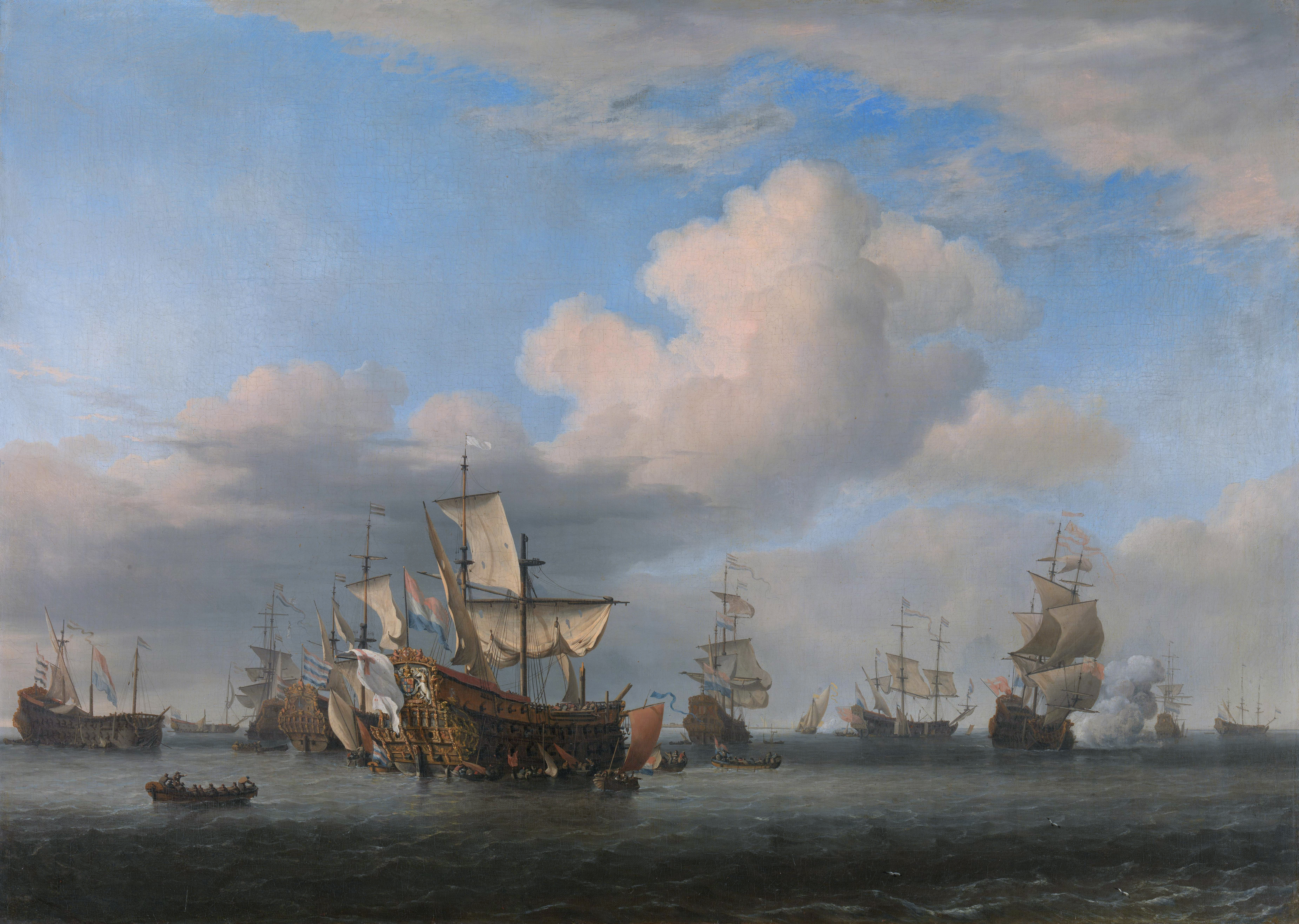
HMS Swiftsure, Seven Oaks en Loyal George genomen door de Nederlanders, op een schilderij van Willem van de Velde de Jonge

Op 11 juni verraste Monck, al in slaglinie voor de wind varend, rond het middaguur de Nederlandse vloot voor anker bij Duinkerke in afwachting van de Franse. Hij hees onmiddellijk de rode aanvalsvlag om deze situatie uit te buiten. Tromp, bevelhebber van de Nederlandse achterhoede, kapte echter zijn ankers en week uit naar het oosten over de Vlaamse zandbanken. Monck maakte niet de fout hem slechts met zijn lichtere schepen te achtervolgen, maar ging rond vier uur overstag om in slaglinie naar het noordwesten te koersen, net op tijd om het Nederlandse centrum (onder De Ruyter) en voorhoede (onder Kees Evertsen) op te vangen die zijn eigen achterhoede al aan het aanvallen waren. Toen Tromp deze manoeuvre volgde, ramde zijn Hollandia de Liefde. De Swiftsure probeerde hierop beide schepen aan te vallen, maar de Callantsoog en de Reiger schoten meteen te hulp. Kettingkogels door het want haalden de vaart uit het Engelse schip dat, nu zelf geïsoleerd, geënterd werd door de Reiger. Viceadmiraal Berkeley daagde de Nederlandse enterploeg uit met de woorden You dogs, you rogues, have you the heart, so press on board! Hij werd echter door een musketkogel dodelijk in de keel getroffen. De Swiftsure werd buitgemaakt. In de kruitkamer trof men de opperstuurman aan met een doorgesneden keel. Hij was van plan geweest het schip op te blazen, maar zijn eigen bemanning nam hem eerder te grazen en drenkte het kruit met water. Ze beweerden daarna dat de man uit frustratie zelfmoord had gepleegd. De Seven Oaks (de in 1665 prijsgemaakte Zevenwolde) en de Loyal George probeerden nog de Swifstsure te ontzetten, maar werden zelf omsingeld en geënterd. Zo kostte dit incident de Engelsen geheel onnodig drie schepen. Het lijk van Berkeley werd gebalsemd en aan de Engelsen teruggezonden.
Ondertussen was een ander Engels schip, de Rainbow, tijdens de keermanoeuvre afgezonderd geraakt; het vluchtte naar neutraal Oostende, achtervolgd door twaalf schepen van Tromps eskader.
De beide vloten bestookten elkaar hierna in linie, maar doordat de Nederlanders de lij hadden (de wind woei van de kant van de vijandelijke vloot, zodat de kanonnen een hogere elevatie en dus beter bereik hadden) kreeg de tuigage van de Engelse vloot het zwaar te verduren. De Engelsen zetten hierop een geheim wapen in: men had een duizendtal "vuurkogels" (fire shot) laten maken door messing ballen met een ontvlambare stof te vullen. Verschillende schepen stonden tot hun verrassing plotseling in brand toen die op hun dek uiteenspatten; de Hof van Zeeland en de Duivenvoorde gingen verloren. Een onderzoekscommissie van de admiraliteiten wilde niet geloven dat zoiets bestond en suggereerde dat onvoorzichtigheid met vuurlonten wel de ware oorzaak zou zijn. Vanwege het brandrisico en de hoge prijs werd dit type munitie daarna niet meer ingezet; recent bronnenonderzoek heeft de waarheid van het verhaal aangetoond.
Monck stuurde een bericht aan Rupert om zich bij hem te voegen en trok zich voor de nacht terug naar het westen. Het schip van Rear-Admiral Harman, de Henry, bleef wat achter. Een plotselinge aanval van een brander zette het toen in lichterlaaie. De in paniek geraakte scheepsaalmoezenier kwam Harman vragen wat te doen. Die antwoordde sarcastisch "blussen of overboord springen" waarna de arme man tot ontzetting van de schout-bij-nacht onmiddellijk het laatste deed, gevolgd door een derde van de bemanning. Allen "verzopen als ratten" - de meeste matrozen konden niet of slecht zwemmen. Evertsen naderde het brandende schip om het tot overgave te bewegen. De gewonde schout-bij-nacht — een afgeschoten stuk mast had zijn been gebroken — weigerde echter beleefd met de woorden "Daar ben ik nog niet aan toe!", wist ondanks felle Nederlandse aanvallen de brand te blussen en voer weg; een laatste salvo schoot als afscheidsgroet admiraal Evertsen doormidden.
De Nederlanders hadden toen dus drie schepen buitgemaakt, maar twee eigen schepen waren verbrand; de Gelderland, Hollandia, Delft, Beschermer, Reiger en Asperen keerden naar Nederland terug voor reparatie, meteen de prijsgemaakte schepen meevoerend.

## Tweede Dag

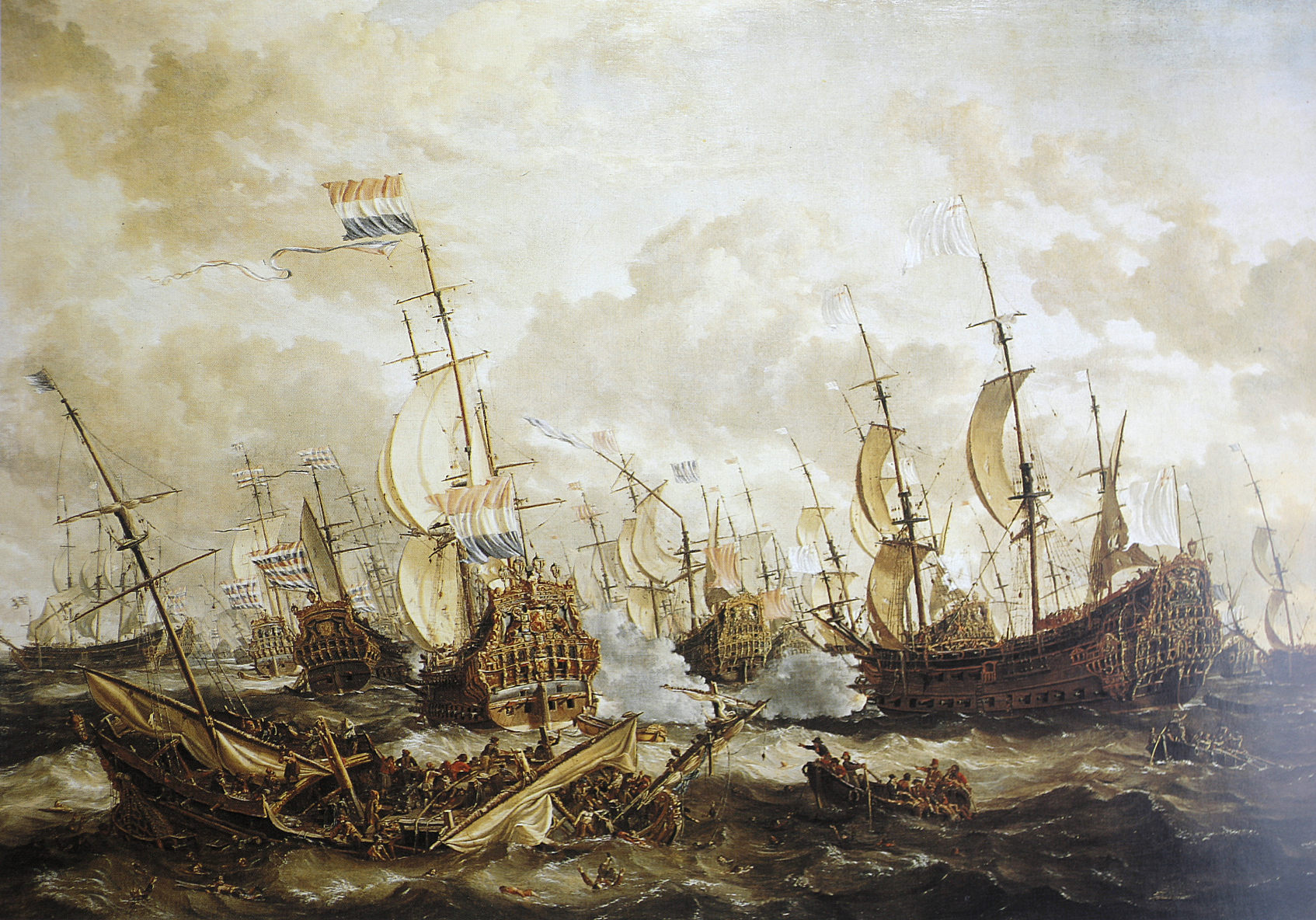
"Vierdaagse zeeslag" door Abraham Storck

Op 12 juni besloot Monck, die nog maar 44 gevechtsklare schepen over had, dat de enige kans voor een overwinning lag in de directe aanval. Vroeg in de morgen voer hij voor de wind naar het noordoosten om in de loef de Nederlandse vloot te vernietigen. De Ruyter kruiste echter zijn linie door naar het zuidoosten te varen. Beide vloten raakten zwaar beschadigd. Toen de wind hierop stil viel gebruikten de partijen die pauze om herstellingen uit te voeren. De beschadigde Anne, Bristol en Baltimore werden naar de Theems teruggestuurd.
De wind stak weer op en De Ruyter probeerde, nu hij de loef gewonnen had, de Engelsen vanuit het zuiden in de rug aan te vallen. Hij stond al op het punt zich op de Engelse schepen te werpen, toen bleek dat Tromp de seinvlaggen voor de manoeuvre niet gezien had en zich nu aan de andere kant van dezelfde Engelse vloot bevond die De Ruyter naderde. Er zat voor de laatste niets anders op dan om de aanval voort te zetten, in de vijandelijke linies te breken en zo Tromp te ontzetten. Toen De Ruyter Tromp bereikt had, was ook hij dus afgesneden en de Engelsen meenden al dat er een herhaling in zat van de gebeurtenissen tijdens de Slag bij Lowestoft. Het lukte De Ruyter echter om met zijn hoofdmacht in contact te blijven en weer uit te breken. Zijn numerieke overmacht maakte het blokkeren van zijn doorbraakpogingen bijna onmogelijk en de bevelhebber zag met grote tevredenheid dat de Engelse schepen maar liever meteen voor hem uit de weg gingen. Zo redde hij bijna de hele achterhoede. Alleen de Spiegel, waar viceadmiraal Van der Hulst op sneuvelde, moest zinkend achtergelaten worden en de Liefde verbrandde. Ook schout-bij-nacht Frederick Stachouwer sneuvelde. Tromp zelf ging nu over op een nieuw schip (zijn vierde al) maar de meeste nog overblijvende schepen van zijn eskader moesten naar huis gezonden worden: de Pacificatie, Callantsoog, Vrijheid en de Provincie Utrecht.
Tromp bezocht nu De Zeven Provinciën om De Ruyter te bedanken. Beide mannen zagen het somber in. Van de achterhoede resteerde nog maar een half dozijn schepen. De Engelse vloot leek nu in een betere staat te verkeren, wat onmiddellijk bleek door een poging van Ayscue beide admiraals te isoleren. Met moeite lukte het hun zich bij de hoofdmacht te voegen.
De Engelsen, die de overwinning al roken, bleven aandringen. In de vroege middag waren er twee passeergevechten. Rond drie uur werd de grote steng van De Zeven Provinciën afgeschoten. De Ruyter trok zich met schip en al terug uit het gevecht om de schade te herstellen. Daarvoor is hij later veel bekritiseerd; tegenwoordig weten wij dat hij strikte orders had van de Staten-Generaal om zich niet aan het uiterste gevaar bloot te stellen. Men wilde een herhaling voorkomen van de Slag bij Lowestoft toen het sneuvelen van de hoogste admiraals tot grote verwarring geleid had. Luitenant-admiraal Aert Jansse van Nes leidde het derde passeergevecht.
Nu bleek echter dat het pessimisme van de Nederlanders ongerechtvaardigd was. Tijdens de passeergevechten, door de Nederlanders in de lij uitgevoerd, had men de Engelse vloot opnieuw zwaar beschadigd. De Royal Sovereign (de vroegere Sovereign of the Seas verbouwd van drie- tot tweedekker), het zwaarst bewapende Engelse schip, brak het gevecht af omdat door de vele doden de geschutbemanningen ingezet moesten worden in het want. Ook de Loyal Subject voer terug en werd bij thuiskomst afgeschreven. De Black Eagle (de in september 1665 buitgemaakte Groningen - de adelaar was het stadswapen) hees de noodvlag; nog voor andere schepen te hulp konden komen, begon het schip uit elkaar te vallen.
Toen verscheen er een nieuw Nederlands eskader aan de oostelijke horizon. De consternatie bij de Engelsen was groot. Het was hun de vorige dag niet opgevallen dat de Rainbow verdwenen was en ze begrepen niet dat dit de achtervolgende twaalf schepen waren die nu onverrichter zake naar het gevecht terugkeerden. Monck vreesde dat dit nog maar het begin was. Spionnen hadden de Engelsen al doorgegeven dat de Nederlanders van plan waren een vierde eskader als reserve achter te houden, maar niet dat er op het laatste moment van was afgezien. Hij besloot eerst eens te tellen hoeveel eigen schepen nog inzetbaar waren. Toen dat slechts een getal van 29 bleek te zijn, begreep hij dat het verder voortzetten van de aanval hem zijn vloot zou kosten; hij vocht tegen een dubbele en kennelijk groeiende overmacht en Rupert was nergens te zien. Na vieren begon hij naar het westen te wijken, langzaam achtervolgd door de Nederlanders. De St. Paul (de in september 1665 buitgemaakte Sint-Paulus) kon niet volgen en werd nu weer heroverd.

## Derde Dag

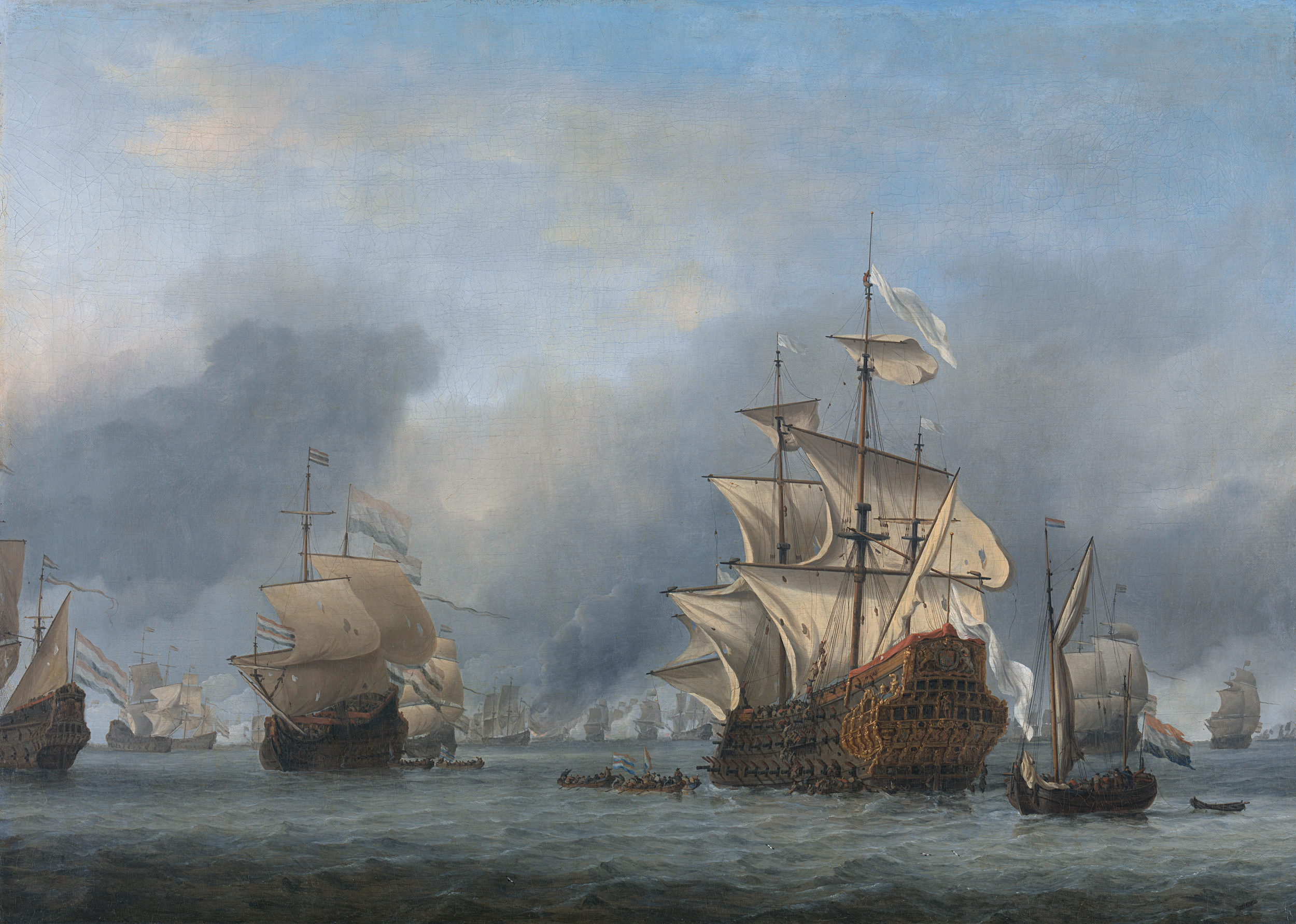
De verovering van het Engelse admiraalsschip de 'HMS Prince Royal, Willem van de Velde de Jonge.

Op 13 juni, pinksterzondag, had Van Nes nog steeds het commando en vormde een breed front met hemzelf in het midden, Tromp aan de rechtervleugel en viceadmiraal Adriaen Banckert op links. In de middag nam De Ruyter het bevel weer over. Men haalde de Engelsen niet te gretig in omdat de jaagstukken in de boeg veel lichter waren dan de enorme Engelse 34-ponder hekstukken in de achtersteven van de big ships. Geen enkel Nederlands schip droeg zulke zware wapens. De vluchtende Monck kreeg echter het verheugende bericht dat Ruperts eskader eindelijk in het zuidwesten te zien was. Rupert was zo laat omdat hij zich op zoek naar de denkbeeldige Fransen al tot Wight gewaagd had toen het bericht om hulp hem bereikte. Monck beval linea recta naar Rupert te varen over de beruchte ondiepten die zich van de monding van de Theems ver naar het oosten uitstrekken. Die boden hem echter niet de verhoopte bescherming. De HMS Royal Charles en de nieuwe Royal Katherine liepen bij eb meermalen vast op de Galloperbank maar wisten zich los te werken; de HMS Prince Royal, het vlaggenschip van admiraal George Ayscue, lukte dat niet. Ayscue beval tot de vloed te wachten maar op nadering van een brander streek een zekere Lambeth de vlag en gaf de in paniek geraakte bemanning zich over aan Tromp op de Gouda waarna de Nederlanders uiteindelijk de prijs verbrandden: de enige keer in deze oorlog dat een zwaar Engels linieschip in een slag verloren ging en de eerste en laatste keer in de geschiedenis dat een Engelse admiraal in een zeeslag gevangengenomen zou worden. De Ruyter probeerde de samenvoeging van de twee Engelse vloten te verhinderen, maar toen die achter hem langs naar elkaar voeren greep hij niet in: hij vond het belangrijker zo de loef te winnen.

## Vierde Dag
Aldus versterkt hervatte Monck op 14 juni de aanval, opnieuw in slaglinie; hij had trouwens geen keus want de Nederlandse vloot bevond zich nu ten zuidwesten van hem. Nu waren het echter de Nederlanders die vanuit de loef de directe aanval zochten. Door in de lij niet te verdedigen maakte Monck zich erg kwetsbaar: de rechtervleugel van Van Nes brak tussen het Engelse centrum en voorhoede heen. Dit laatste eskader onder Christopher Myngs werd omsingeld, en Myngs werd bij een aanval door de Ridderschap van Holland, het schip van viceadmiraal Johan de Liefde, fataal in de schouder gewond. Ook Banckert op de linkervleugel doorbrak de Engelse linie.
De slag ontaardde nu in een wanhopige poging van de Engelsen om door te breken naar de thuishavens. Viermaal poogde hun centrum in een passeerslag de Nederlanders zoveel schade toe te brengen dat hun blokkerende formatie uiteenviel. Tegelijkertijd werden ze echter van achteren door Tromp en Van Nes aangevallen. Monck wendde hierop de steven en voer vanuit de loef op zijn belagers af. Het eskader van Tromp sloeg op de vlucht, waarbij de Landman door een brander vernietigd werd; Van Nes was slim genoeg om meteen terug te trekken. De Ruijter vreesde al dat de slag verloren was. Hij voer voorbij Rupert om op zijn beurt Monck vanuit de loef in de rug aan te vallen. Rupert probeerde nu natuurlijk hetzelfde te doen bij De Ruyter, toen eensklaps een toevalstreffer de hele fokkenmast van zijn Royal James sloeg. Even later gebeurde hetzelfde met de bezaansmast. Toen een derde treffer de grote mast knakte, omsloten de andere schepen van zijn eskader het nu stuurloze vlaggenschip en sleepten het naar huis, zich naar het zuiden uit het gevecht terugtrekkend.
De Ruyter werd dus niet gehinderd in zijn aanval op Monck en diens eskader, waarvan verschillende schepen hun laatste kruit verschoten hadden, sloeg op de vlucht naar het westen. De Ruyter gaf het bevel tot een algehele enteraanval maar dat vergemakkelijkte alleen de vlucht van de Engelse vloot. De Black Bull en de Essex raakten verward; de eerste zonk, de tweede werd prijsgemaakt evenals de Clove Tree (het VOC-schip Nagelboom, buitgemaakt bij Lowestoft) en de Convertine; de hoofdmassa ontsnapte rond zeven uur in een plotselinge mistbank, welk voor dat seizoen en tijdstip onverwacht natuurverschijnsel door De Ruyter gezien werd als een teken van God, dat Hij de vijand wel wilde straffen voor zijn hoogmoed maar voor de volledige vernietiging bewaren. Om zelf niet op de zandbanken vast te lopen, werd de achtervolging gestaakt. Het verhaal dat buskruitgebrek een motief zou zijn is een latere interpretatie.

## Afloop
Het was de grootste zeeslag van de Tweede Engels-Nederlandse Oorlog. Het gevecht bracht echter geen directe beslissing in de oorlog en beide partijen beweerden dat ze de slag gewonnen hadden: de Nederlanders omdat de Engelsen de grootste verliezen hadden geleden en tweemaal op de vlucht waren geslagen; de Engelsen omdat De Ruyter zogenaamd als eerste het gevecht had afgebroken, wat toen traditioneel gezien werd als een erkenning van de superioriteit van de andere vloot - de aangeslagen Engelse vloot zou echter geheel niet in staat zijn geweest de achtervolging in te zetten en viel bij terugkeer zelfs volledig uiteen.
Omdat de eerste berichten over de slag veel te optimistisch waren geweest, knakte het vernemen van de ware gang van zaken het Engelse moreel nogal maar twee maanden later daagde de tegen enorme kosten herstelde Engelse vloot de Nederlandse vloot alweer opnieuw uit, in de Tweedaagse Zeeslag bij North Foreland. Omdat de Engelse schatkist niet in staat was dergelijke uitgaven al te lang vol te houden, bleek de toegebrachte schade echter uiteindelijk beslissend voor de Nederlandse overwinning in de oorlog. Nog steeds is het niet ongebruikelijk om de slag als "onbeslist" te omschrijven: de Engelstalige literatuur heeft zich nog steeds niet geheel weten los te maken van de 17e-eeuwse propaganda. Constantijn Huygens gaf hierover al in 1666 zijn oordeel:
Twee vochten lijf om lijf en die 't krackeel begon
Geraeckt' in 't onderspit en roemde dat hij 't won.
Door dien hij 't Veld behiel. En hiel hij 't? Ja, bij trouwen,
En met den neus in 't Sand, hoe kost hij 't beter bouwen?
Den and're nam sijn' Pluym, sijn' Degen en sijn' Geld,
en liet hem liggen bloe'en, den houder van het Veld:
noch seid' hij dat hij 't won: En soo doen ons Geburen:
soo haer die Winst bevalt, lang moet dat winnen duren.
De Nederlanders verloren vijf schepen: de Liefde, Hof van Zeeland, Duivenvoorde, en de Landman verbrandden. Het vijfde was de Spiegel die al was opgegeven, maar het vertikte te zinken: het doorschoten wrak werd later maar van zee gesleept en hersteld.
De Engelse vloot verloor tien schepen: de Black Eagle, St. Paul en de Black Bull werden tot zinken gebracht; de Prince Royal, Swiftsure, Seven Oaks, Loyal George, Essex, Clove Tree en de Convertine veroverd. Opmerkelijk is dat vier van deze schepen eerst op de Nederlanders prijsgemaakt waren.
Overigens zou de Franse vloot zich niet de Noordzee op wagen of zelfs maar verder varen dan Lissabon. Ruzie over de bevelvoering had een rol gespeeld: volgens een verdrag uit 1637 zou bij een gecombineerde Frans-Nederlandse vloot altijd een Fransman het opperbevel krijgen. De Staten-Generaal vonden het geen probleem als dat in naam zou gebeuren, zolang een Nederlander maar in het echt het bevel had. Lodewijk XIV stelde daarop voor Tromp tot Frans opperbevelhebber te benoemen en scheen niet te begrijpen waarom de Staten dat niet als een oplossing zagen.